# أولاد القيمرية (مسلسل)
أولاد القيمرية هو مسلسل تلفزيوني سوري درامي من تأليف عنود خالد وسيناريو وحوار حافظ قرقوط وعباس النوري فيمَا تكلّف سيف الدين سبيعي بعملية الإخراج.
يتناولُ المسلسل قصّة التفصيلات الإدارية للدولة السورية إبان الحكم العثماني ويتناول علاقات الناس والموظفين بالدولة الحاكمة والصعوبات التي تواجههم بسبب التأخير في تسليم الرواتب من خلال الموظف الحكمداري «عبد الله آفندي» وما يُجابهه من محاربة من قبل الباشوات والبكوات والموظفين بالحكمدارية.

## قصة المسلسل
يواجه الحكمداري عبد الله أفندي الظلم والفساد في الدولة العثمانية، فهو ذو شخصية طيبة في وصارمِ في عمله إلا أنّه حنونٌ على أهله، أخوانه ثلاثه، أبو كامل الأخ الأكبر (رفيق سبيعي)، عبد الصمد (ناجي جبر) ثم الشيخ عبد الواحد (فادي صبيح). يُصدر الوالي فرماناً لـعبد الله أفندي (عباس النوري) ليقوم بالتفتيش على أوراق المالية والمزابط لتقع بين يديه أوراق تفتيش عن المطاحن ليرى فيه بأن هناك بعض الباشاوات والبكوات متورطين فيه. يرى اسم صبري بيك وهو عدو لـعبد الله أفندي حيث أن صبري بيك يرغب في نقل عبد الله أفندي من ديوان الرواتب لأنه لا يقبل التعاون معه. في وقتٍ ما كانَ صبري بيك صديقاً لأخو عبد الله أفندي وهو أبو كامل، وكانت بين صبري بيك وأبو كامل تجارات وقوافل بالشام وخارج الشام، وقد أخذ أبو كامل حصه بالمطاحن وباع بيت عبد الله أفندي لصبري بيك.
في أوراق التفتيش يجد عبد الله أفندي اسم أخوه أبو كامل متورط بالمطاحن حيث أن له حصة فيها، وكان عبد الله أفندي يعلم بأمر بيته الذي باعه أخوه وأمر حصته بالمطاحن، وقد أبلغه عن حصته بالمطاحن ولم يجب أبو كامل عن السؤال. حينها قام صبري بيك بإرسال شخص لقتل عبد الله أفندي، لكن لم تصبه الرصاصة وأمر الصوباشي بتعيين حراسه عند بيت عبد الله أفندي لكن عبد الله أفندي طلب من الصوباشي بإلغاء الحراسة لأنها تزعج أهل حارته عندما يذهبون لمنزله.

## طاقم التمثيل
| الممثل/ة        | الدور             | الشخصية             |
| --------------- | ----------------- | ------------------- |
| عباس النوري     | عبد الله أفندي    | بطل المسلسل         |
| أمل عرفة        | قمر               | زوجة عبدالله أفندي  |
| رفيق سبيعي      | أبو كامل          |                     |
| ناجي جبر        |                   | أبو كرم اخ عبد الله |
| أيمن رضا        |                   | مصطفى اخ قمر        |
| سليم كلاس       |                   | المختار             |
| يامن حجلي       |                   |                     |
| يارا صبري       |                   | زوجة مصطفى          |
| قيس الشيخ نجيب  | شريف / عبد العزير |                     |
| نبيلة النابلسي  | زوجة ابو كامل     |                     |
| محمد خير الجراح | إليان             |                     |
| سلافة عويشق     | خجاتي             |                     |
| خالد تاجا       | صبري بيك          |                     |
| هاني الروماني   |                   | نياظي باشا          |
| شكران مرتجى     |                   |                     |